# Черепахоголова морська змія кільчаста
Черепахоголова морська змія кільчаста (Emydocephalus annulatus) — отруйна змія з роду черепахоголова морська змія родини аспідових.

## Опис
Загальна довжина сягає 1,03 см. Голова невелика, нагадує черепаху. Очі маленькі. Зіниці круглі. Тулуб широкий, міцний. Забарвлення чорне або коричневе з симетричними білими смугами.

## Спосіб життя
Усе життя проводить у морі, біля узбережжя. Неагресивна змія. При небезпеці ховається серед рифів. Активна вночі. Харчується риб'ячої ікрою.
Це живородна змія.

## Розповсюдження
Мешкає від морів південного Китаю до Австралії та Нової Каледонії. Вкрай рідко зустрічається біля островів Рюкю (Японія).